# Canal Bossuit-Courtrai
Le canal Bossuit-Courtrai ou canal Bossuyt-Courtrai relie l'Escaut à la Lys. 

## Caractéristiques
Le gabarit est de 1 350 tonnes entre Bossuit et Harelbeke. Cette section contient trois écluses (Bossuit, Moen et Zwevegem). La section entre Harelbeke et la Lys à Courtrai est limitée à 300 tonnes et contient trois écluses classées à Courtrai. Le réseau fluvial belge étant au gabarit 300 t ( catégorie IV), la section limitée à 300 tonnes constitue un goulot d'étranglement qui rend inutile ce canal : une liaison entre l'Escaut et la Lys n'est intéressante que si la liaison est elle-même au même gabarit que les cours d'eau qu'elle relie.
Désiré de Haerne soutint le projet de creusement de ce canal.
Avant 1971, un tunnel (nl), long de 610 m se trouvait entre Moen et Zwevegem ; la mise au gabarit 1 350 tonnes du canal provoqua son comblement et son remplacement par une profonde tranchée.

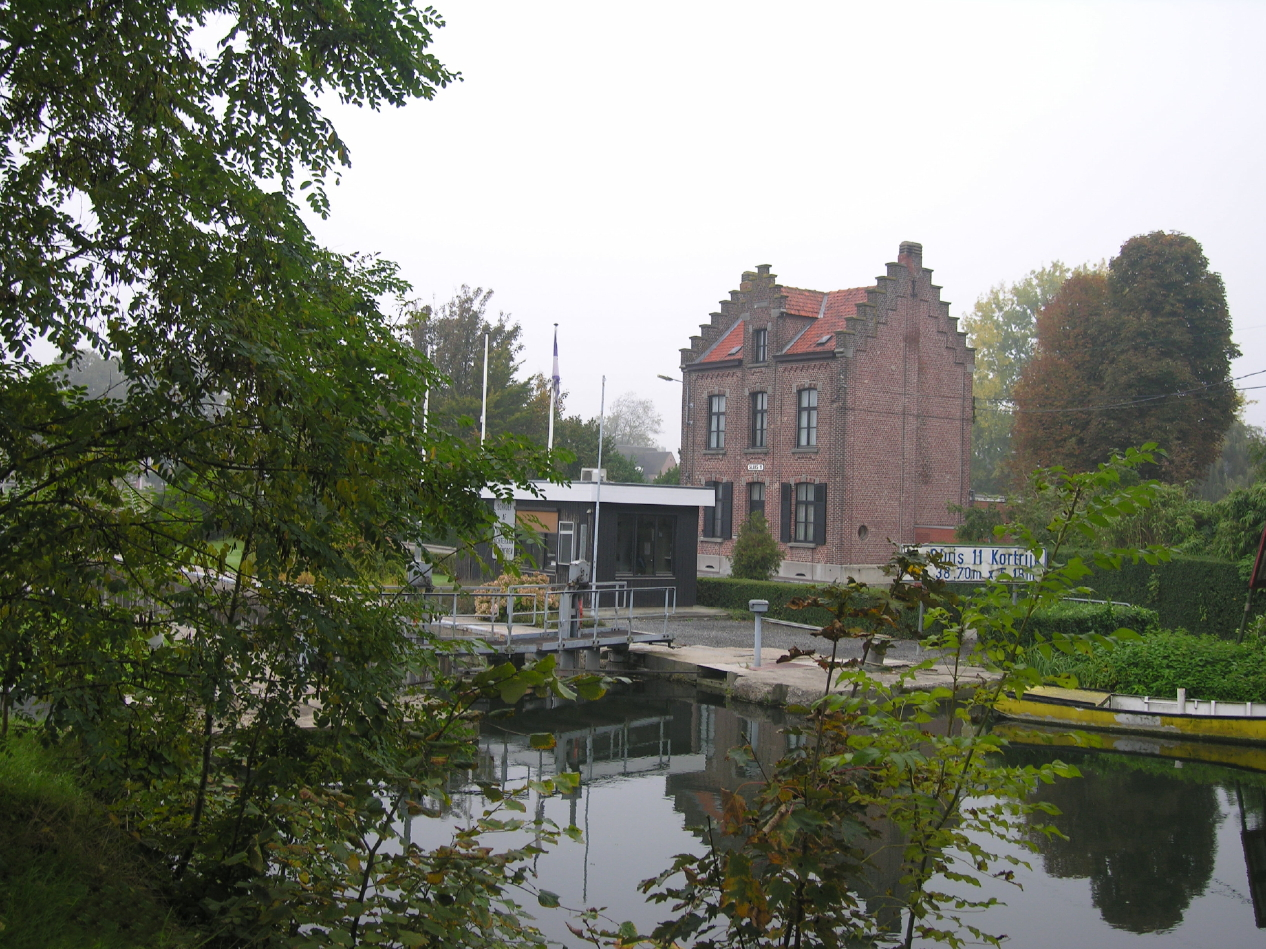
Maison de l'éclusier près de l'embouchure dans la Lys à Courtrai.
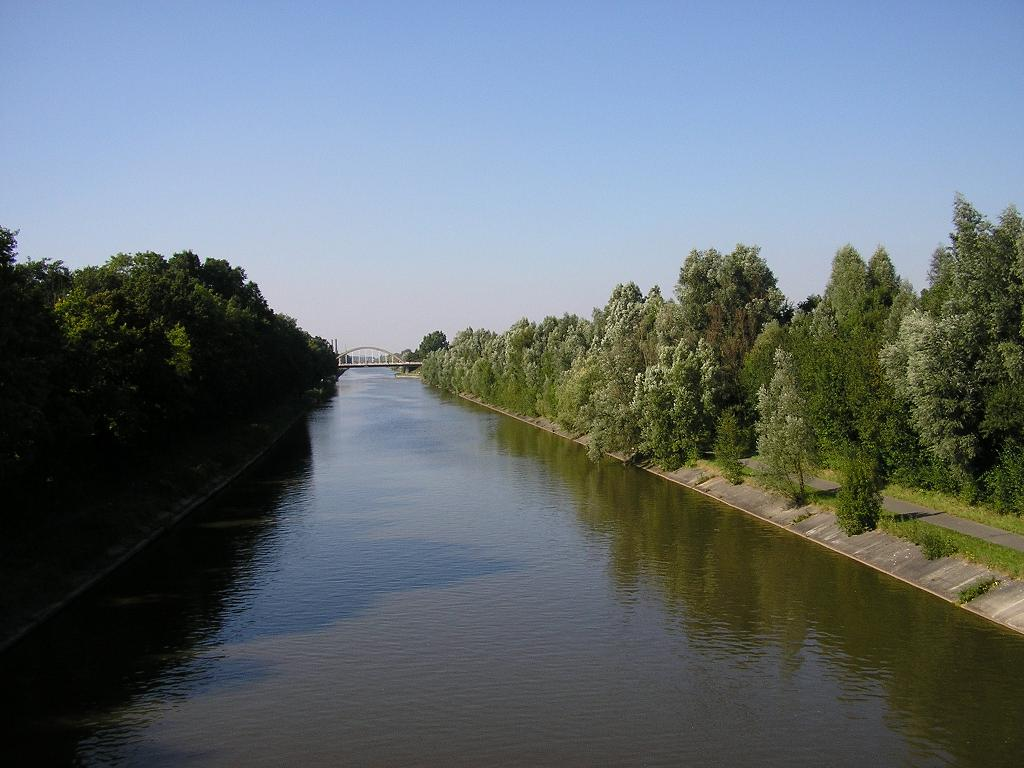
Le canal Bossuit-Courtrai aux environs de Zwevegem.
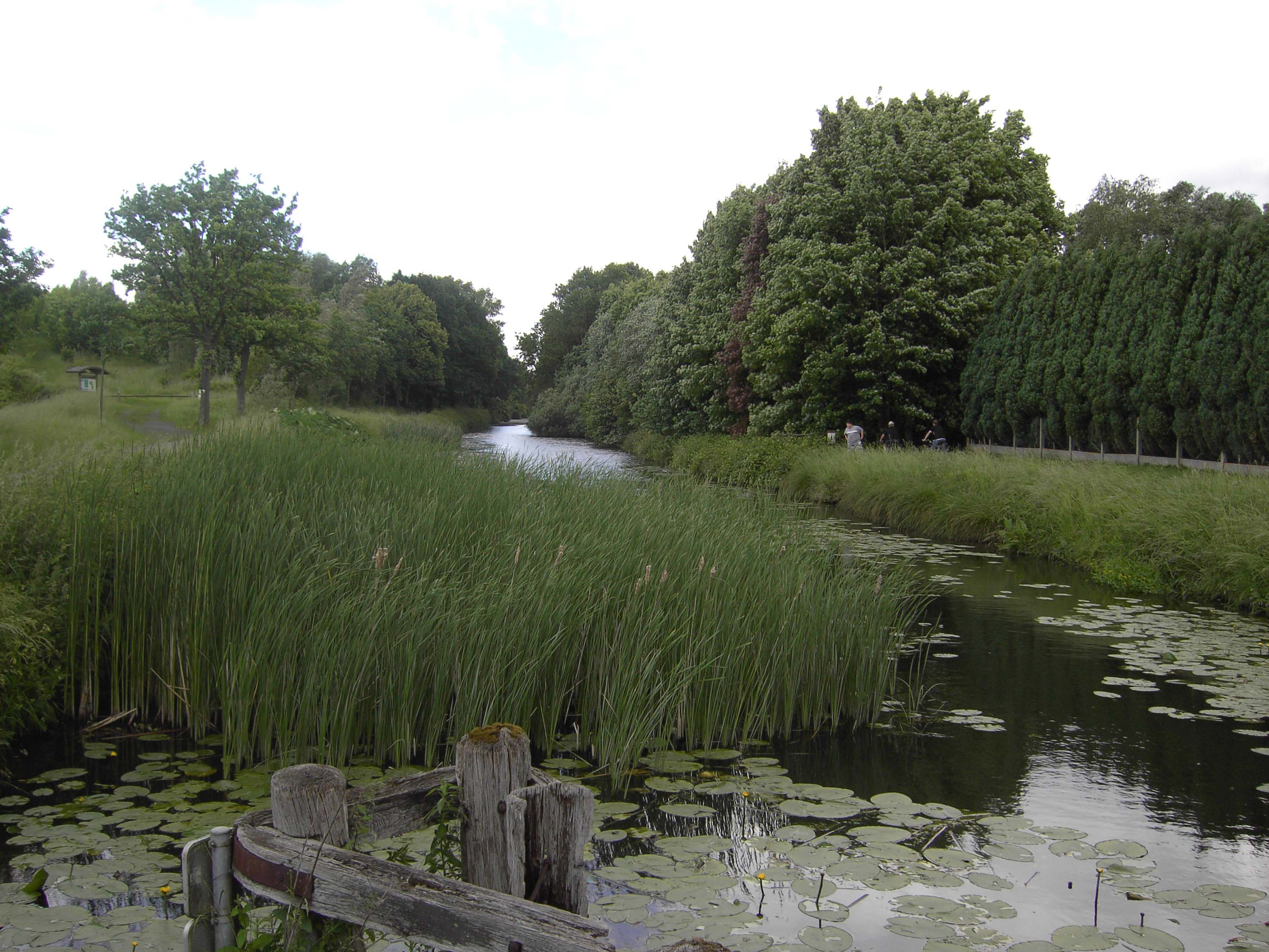
Bras désaffecté du canal à Zwevegem.
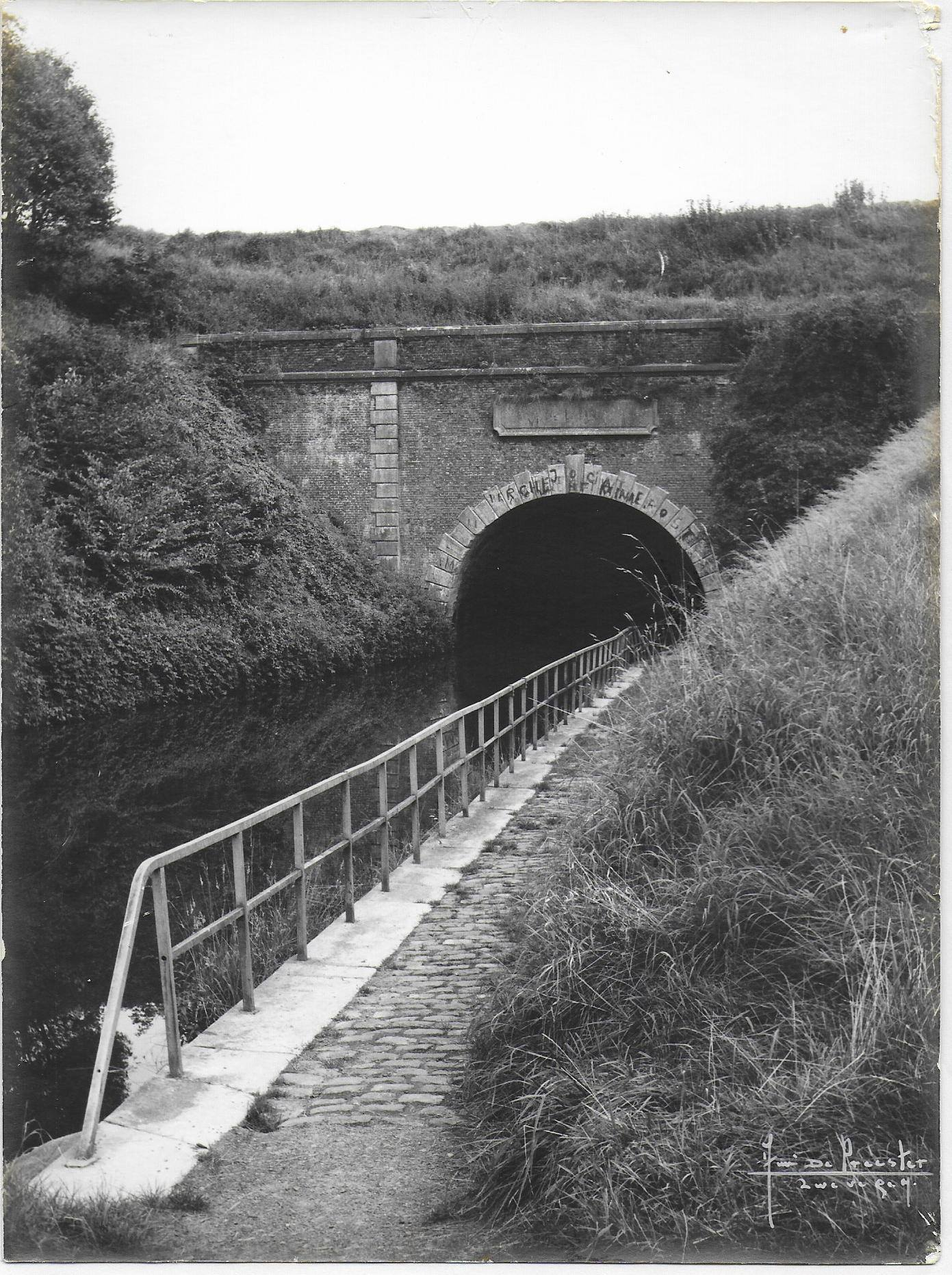
Ancien tunnel Moen-Zwevegem.